# Samuel Roberts
Samuel Roberts (1827-1913) va ser un matemàtic aficionat anglès que va arribar a ser president de la London Mathematical Society.
Va estudiar a la Universitat de Londres, on es va graduar el 1847 i va obtenir el master el 1849. Després va estudiar lleis i va ser advocat a Lincoln (Anglaterra) a partir de 1853.
Esdevingué membre de la London Mathematical Society des del primer any de la seva fundació, el 1865, i hi participava activament tot i no ocupar cap càrrec docent o acadèmic. Va ser un dels més prolífics autors de la revista de la Societat.
De 1881 a 1882 va ser president de la Societat que, durant el seu mandat, va instituir la Medalla De Morgan, com un premi triennal al millor tractat matemàtic publicat. Ell mateix la va rebre el 1896.
Els seus treballs versen, sobretot, de geometria i teoria de nombres, entre els quals cal destacar el seu discurs de 1882 en abandonar la presidència, Remarks on Mathematical Terminology, and the Philosophic Bearing of Recent Mathematical Speculations Concerning the Realities of Space, on exposava i criticava el discurs d'habilitació de Riemann i especulava sobre l'existència d'espais matemàtics no intuïtius.
Una de les seves aportacions en el camp de la geometria és el que es coneix com a teorema de Roberts-Txebixov sobre els vincles afins.